# دانييلي دي فيزي
دانييلي دي فيزي (بالإيطالية: Daniele De Vezze)‏ (مواليد 9 يناير 1980 في روما - إيطاليا) لاعب كرة قدم إيطالي يلعب حاليا لصالح نادي الدرجة الأولى باري الإيطالي منذ 2008 في مركز الوسط المدافع .

## روابط خارجية
- دانييلي دي فيزي على موقع قاعدة بيانات كرة القدم.إي يو (الإنجليزية)
- دانييلي دي فيزي على موقع بيانات كرة القدم. دي إي (الألمانية)
- دانييلي دي فيزي على موقع عالم كرة القدم.نت (الإنجليزية)
- دانييلي دي فيزي على موقع كووورة